# Tolowa
Cet article concerne le peuple tolowa. Pour la langue tolowa, voir Tolowa (langue).
Tolowa est le nom d’une tribu Amérindienne présente dans la région du bassin du fleuve Smith au nord de la Californie et au sud de l’Oregon aux États-Unis. Ils continuent à parler leur langue traditionnelle, la langue Tolowa, une langue athapascane, dont une école a ouvert ses portes en 2006 grâce à la Confédération des tribus de Siletz. Ils se nourrissaient des ressources maritimes et fluviales (saumon et coquillages).

## Population
Alfred L. Kroeber estima la population à 1 000 en 1770 tandis que Sherburne F. Cook estima la population à 2 400. Le recensement de 1920 détermina une population de 121 Tolowas dans le comté de Del Norte en Californie.